# テイコウペンギン
『テイコウペンギン』（英文表記: Teikou Penguin、略称：テイペン）は、とりのささみ。によりX上で連載されているショート漫画、およびそれを原案とするYouTubeアニメ。漫画版はSNS上で反響を呼び、2019年3月に単行本が出版された。また同年1月にYouTube上でアニメ化され、チャンネルが開設された。漫画版とアニメ版ともに、ブラック企業に勤務するペンギンを主人公に置き、残業を強いる上司やクレーマーの顧客といった社会の不条理に“テイコウ”する彼の日常を描くストーリーである。

## 漫画版
とりのささみ。が実体験を下に10年間製作を続けてきた作品。鳥獣戯画ブームから、動物の知性が向上して人間社会に溶け込んで意思疎通可能となった世界を舞台に、動物を主人公とした作品の製作を開始した。なお、作者自身もブラック企業に勤務した経験があるが、この経験は本作にあまり込められていないという。
ブラック企業に勤務し、過重労働やハラスメントといった人間の上司や職場の理不尽に毒舌で歯向かうペンギンの日常がコミカルに描かれる。働き方改革関連法が施行される中で注目を浴びた。
2018年に発表。Twitter上で毎日更新されており、2019年3月時点で「いいね」の総数は350万、リツイートの総数は120万を超えている。また同月中に単行本が発売された。

### 登場人物
ペンギン
主人公。分類はアデリーペンギン。とある企業の動物雇用促進課の社員。元々は動物園にいたが、言葉を喋れるようになったことで他のペンギンに避けられるようになったため脱走し、動技研（後述）の斡旋で現職に就いた。
上司に仕事を押し付けられて休日も出勤する羽目になるなどブラックな職場環境だが、上司や職場やクレーマー顧客に毒づいて抵抗する様子が見られる。鉄道定期券のイメージキャラクターに就任することを夢見ている。
上司
動物雇用促進課の課長。本名は「かど　つかさ（上　司）」。普段ロクに仕事をせず、ペンギンにも毒づかれているが、長編では重要な役割を担うこともあり、実はペンギンやセンター長（後述）が喋れるようになったのも、学生時代から動物園に来ていた司が話しかけていたためであった。
にわとり
ペンギンの友人。たまにボケるペンギンにツッコミを入れる。とにかく理由を付けては布団に入っており、なかなか起きようとしないが、長編ではペンギンと共に普通に活動しており、長編『テイコウペンギン』ではペンギンと共に地球に落下する隕石を破壊するために奔走している。元は言葉が喋れるようになったために捨てられたヒヨコであったが、「先生」（後述）に言葉や概念を教わり成長した。後に動物初の官僚となり、人語を喋れるようになったことで元の生活を送れなくなった動物を保護するために「国立動物技術研究センター」（動技研）を立ち上げ、長編『テイコウペンギン』の話中では4年前に公務員を退職している。動技研の後輩に電話する際には、「こっこ公務員」と名乗っている。
ひよこ
主に布団から出たがらないにわとりにツッコミを入れる。にわとりと同居しているが、血縁関係はない。

モニター
動技研が開発した、労働者を管理する為のシステムの試作機。自立した人工知能を持っているが、時々上司がペンギン達をモニタリングするために使用する場合もある。長編『にわとり家殺モニター事件』では、テーブルから落ちて破損してしまう（その際に自我を持った液晶体が漏れ出ている）が、復活している。乾電池8本で動作している。
デザインはアニメ版の上司のモニターと同じである。

#### 長編のみに登場
センター長
動技研のセンター長。にわとりの元上司。子ペンギンの姿だが、実はペンギンより年長。記録上一番最初に喋った動物であり、瞬間移動能力を持っているが、能力を使うと記憶を消費してしまい、聞いたことがない音楽を聴かないと回復しない。ペンギンを現在の職場に斡旋したのはセンター長だが、ペンギンからは感謝されていない。
にわとりの後輩
動技研の後輩。
先生
上司の学生時代の同期にして友人。教員を目指していたが教員免許を取った矢先に病死してしまう。死後、幽霊となって幼い頃のにわとりに言葉などを教えるが、ある日突然消えてしまう。
TEME（ティミー）
モニターから漏れ出た、意識を持った緑色の液晶体。他人の記憶を消す能力を持ち、高速で飛ぶことも出来るが、センター長には追い付かれてしまう。名前の「TEME」はペンギンが付けた「Tetra Eyes Memory Eater」をにわとりが略したもの。
謎の存在
地球のためには人類は害悪だと考え、人類を滅ぼすために隕石を地球に呼び寄せた謎の存在（名前等も不詳）。ペンギンやにわとりの活躍で隕石を破壊され、計画を阻止された恨みから、嫌がらせのためにペンギンの会社にクレームを入れる。

## YouTube版
2019年1月22日に株式会社ファボ（後に株式会社Plottへ改称）がYouTubeチャンネルを開設した。YouTubeに合うオリジナルのアニメ作品の製作が成功に繋がると考えていた同社は、漫画動画を公開するチャンネル「フェルミ研究所 FermiLab」の成功も考慮してYouTubeアニメのスタイルを確立し、その第1号としてテイコウペンギンの開設に至った。チャンネル登録者数は初投稿から7か月後の2019年8月に35万人を突破。1周年を過ぎた2020年5月時点ではチャンネル登録者数は63万人を超え、2周年となる2021年1月には80万人を超えた。2021年8月には登録者数100万人を突破し、新シリーズ『ペンギン・ユニバース』が公開された。
キャッチコピーは「社畜に寄り添うゆるキャラ」。ブラック企業に勤務するペンギンとパンダ、シャチおよび上司の社畜生活を描く。テーマは刑務所生活や死体アルバイト、人体発火現象、5億年ボタン、漫画『呪術廻戦』のパロディなど多岐にわたるが、現代社会での不安や闇を扱う内容が多い。弁護士の岡野武志は、若者をターゲットに漫画を使って大人の裏世界を見せていることが人気の理由であると述べ、メントスコーラに喩えた。
声優の情報は非公開。YouTube版は漫画版とは雰囲気が異なるが、これについて原作者はYouTube版の製作に参加していないためであるとTwitter上で説明している。

### 設定
株式会社「某企画（）」
レギュラーメンバーが勤務するブラック企業。業務で内容は多岐にわたる。他の企業に就職できない動物を雇用している。
2019年6月の時点では東京都渋谷区笹塚にあったが、2024年3月には別の場所に移転している事が判明している。
ペンギンが退職や倒産工作をさせても、上司曰く「社長には金銭的バックアップがある」ために、何度も再建してはペンギンの転職先を買収するなどして、逃げられない様にしている。おそらく、ブラック企業としては国内最大手と思われる。
上司曰く科学開発部があり、マントルを掘削して日伯トンネルをつくりペンギンたちを出張させたり、GPSをペンギンたちに取り付けてにがさないようにしたり、自分の幼児化がされ、ペンギンとパンダを人間化（して一時期は変木阿照、半田大として登録）するなど、しょうもないことばかりしている。

### 登場人物

#### レギュラーメンバー
ペンギン
本作の主人公。一人称は「俺」。南極出身のアデリーペンギン。誕生日は11月23日（勤労感謝の日）。
上司やパンダに押しつけられた仕事をこなす日々を送っており、抵抗として他のメンバーの言動に対して毒舌なツッコミを入れる。趣味や特技は某企画の愚痴で、休日も愚痴を言って過ごしているが、ゲームやアニメに興じることもある。
抑揚の少ない喋り方をする冷静沈着な性格。後輩のシャチからは基本的には慕われている。稀にではあるが、アイドルのライブを見に行った際は、大声を張ったり踊ったりするなど、普段の会社での姿からは想像が付かない一面を見せることがある。マリというアイドルを推している。
パンダや上司の悪事に誘われても加担はしておらず、幾度となく悪事を暴いた。
パンダ
YouTube版の準主人公。一人称は「僕」。中国出身のジャイアントパンダ。誕生日は本人曰く「3月33日(実質4月2日)」。
飼育されていた動物園から脱走した過去を持つ。
勤務中には食べログを見て過ごし、割り当てられた業務をペンギンに押しつけて彼を無償でこき使い、上司に媚びを売っている。同様に表面上では某企画を気に入っていると主張するが、裏では悪口を発言している。趣味はプロレス観戦とグルメ、ギャンブル。
性格はお調子者で腹黒く、目的のためなら手段を選ばないサイコパス気質。反面、友達思いで時には身を呈してペンギンを助けるほか、憎まれ役を買って出ることもある。タワーマンションなど意外と生活の知恵を知っている。
クマ科だけあって腕っぷしは非常に強く、本気になればシャチとも互角に戦える。
上司 (かど つかさ)
レギュラーメンバーで唯一の人間。モニターとして登場するが、画面の先には本体が居る。一人称は「俺」。誕生日は不明｡
ペンギンとパンダの上司であるが、モニター越しに彼らを監視するだけで、自らはスマートフォンいじりやソリティアを業務とする社内ニートである。そのためペンギンからは無能の烙印を押されているが、パンダからは媚びを売られている。
常日頃からペンギン達に大量の仕事を押し付け、威圧的で無理難題を課している。その反面自分は定時になると我が先に退社してしまう。ペンギンが不在や就業不能になった際は仕方なく業務をこなすこともあるが、パンダとシャチ同様に大抵はまともに業務を進められず、ペンギンの足を引っ張り続ける存在になっている。
部下（特にペンギン）に残業を押し付ける事を生き甲斐にしているらしい、その反面ペンギンを有能（といっても彼がアレルギー反応を起こす程度のものではない）と認めているため、やめられると困るので社長と組んで上記の様にペンギンを引き戻している。会社には科学開発部があり、いろんな発明をさせているが、ペンギンたちを追跡するGPSをつくって、引き戻しに加担している。
彼はヘアピースを愛用していて、髪の毛がない。精神年齢は、ペンギン曰く「パンダ」並み。
親族は母、妻、二人の子供（息子は一度パンダに変身して、ペンギンに宿題を丸投げ）、弟の下司（しも・つかさ、なぜか姓が違い名前が同一）がいる。下司は彼の会社に就職しようとした、ペンギンは「あまりにも上司に似ている」ことから不採用にしようとしたが、上司がパンダに泣きついたらしく、契約扱いで採用。
シャチ
登録者数50万人記念として雇われたキャラクター。一人称は「自分」。東京の郊外出身のシャチ。
誕生日は11月29日（"良い肉"の語呂合わせ）
ペンギンを「ペンパイ」と呼んで慕う一方、パンダに対しては辛辣な態度を取る。雇われた当初はペンギンも捕食対象として見下していたが、徐々に打ち解けていき、ペンギンの優しさに触れるうちに好意と敬意を抱き始める。(ただし美味しそうとは思っている。)パンダや上司からパワハラをたびたび受けている。またパンダや上司と違って真面目であり仕事をサボる事は多くないが、要領が悪く、ペンギンの仕事のデータを消去するといったミスが多い。
普段は丁寧な口調で話すが、怒ると乱暴な喋り方に変わる。海のハンターだけあって喧嘩が強く、メンバー内の力関係では最強。また時折サイコパスやメンヘラになり、ペンギンが餌食になることもある。上司がペナルティとして全員残業と発言したことに憤慨して、上司だけでなくペンギンたちを驚愕させたことがある。
ペンギンに対するストーカー行為で地黒警察官によって収監されたが、無事にお勤めを済ませてペンギンに面会しないという条件で釈放される。だが、茶髪新人がペンギンを独占しようというのに気付き、ペンギンを救出。その結果、ペンギンに仲間として認められ、ストーカー規制法の適用を外れて某企画に復職できた。

#### 準レギュラー
大上司
某企画のトップ。中心に鋭い目が光る闇そのものの姿をしている。計算高い性格で、時にはペンギンをも論破している。正体をペンギンとパンダがブラックの力で融合した姿とする動画もある。
パンダの子供たち
10年後の未来からタイムマシンで来訪するパンダの息子と娘。息子は野球帽（にはパンダの頭文字Pがある）を、娘はリボンを纏っている。父親の腹黒さを受け継いでおり、ペンギンを馬鹿にするような言葉を使い、実父であるパンダも見下している。彼らのタイムトラベルの目的は未来でのパンダの失敗を回避するための過去改変であるため、裏を返せば登場時には消滅の危機に立たされている。
ホッキョクグマ
パンダの先輩。元々はパンダと同じ動物園で飼育されていたが、抜け出してスタントマンに転身する。ネガティブな性格だが、パンダを上回る身体能力の持ち主。また、稀にレギュラーメンバーには聞こえにくい声量で感情を声に出すことがある。一人称は「私」。
ママ
上司の母親。某アニメの主人公を彷彿される髪型が特徴。寡黙でセリフを口にしないが、息子に対して超過保護。
ウサギ
上司が、ペンギンとシャチの誕生日プレゼントとして雇ったインターンの一人｡誕生日：8月8日。訳あって人間に化けてパパ活をしており、パンダと手を組んでいる。
ゾウ
上司が、ペンギンとシャチの誕生日プレゼントとして雇ったインターンの一人。誕生日：5月5日。大上司の甥っ子である。学歴厨な一面があり、パンダから嫌われている。学歴でネコをマウンティングしようとしたが、「低職歴が何を言うか」と返り討ちに会った。
トラ
上司が、ペンギンとシャチの誕生日プレゼントとして雇ったインターンの一人｡誕生日：10月1日。種はホワイトタイガーである。子供の頃から他人から嫌われる事を恐れており、他人の頼みは一切断れず、他人を伺うような性格である。一人称は「俺」で関東出身であるが、以上の理由から当初は一人称は「僕」で関西出身と偽っていた。ある日、ペンギンに自分が悩んでいた事を打ち明け、アドバイスを貰った日からは、徐々に本来の性格を表に出すようになっていた。
パンダは「あの学歴厨よりはかわいい、好感を持てる。」としている。
ネコ
部長としてヘッドハンティングされた黒猫。学歴は短大卒。初登場時は机の引き出しから出てきた。クールな性格で仕事も出来るが、ペンギン同様のアイドルオタク。ペンギンの推しであるマリと同じグループのアイドル・ひなちを推している。（ペンギンたちの）上司が一番苦手としている。嘘つきと無能が嫌い。一見威圧的だが、彼女の言葉は的を得ていて、ペンギン曰く「あの上司よりは話が分かる上司」と判断。また、マリファンバージョンの時は仕事の鬼状態ではなく「プライベートとのギャップもすごい」と思った。パンダと同じように落下衝撃に強い。
モブの人々
やくざ風のスキンヘッド、地黒男、茶髪男、角刈り男、アントワネットヘア女、茶髪水系女、ボブ女などがいて、その回により違うキャラクターを演じるスターシステムとなっている。地黒はペンギンたちの味方となって上司を制裁するキャラが多く、茶髪は無気力キャラだが、部長として上司君を「ペンギンたちのせいにするな！」としかりつける。角刈り男は怪しい役が多い。
茶髪の新人
モブである無気力茶髪とは別に某企画へ入社。実はメンヘラ気質で、ペンギンを独占しようとして邪魔になるパンダと上司を拉致した。それを知ったシャチに成敗されてしまう。当然、シャチとは仇敵となる。
ペンギンの親戚
ペンギンの後輩として某企画に入社した、ヒゲ（ペンギンの近い親戚、パンダが調子に乗って仕事を丸投げされ、シャチがミスしても怒らなかったが、実はペンギン曰く怒りのボルテージが上昇していて、上司の無茶注文に憤慨、鉄拳制裁する）、フンボルト（水族館に主に生息、ほかの食料が食べたいと脱走してきたという、同じ絶滅危惧種であるパンダと意気投合）、皇帝ペンギン（南極の海氷上で生息するが、都市生活したくて移住）、マゼラン（フンボルトに似ているが、間違えられると怒る。体の線がフンボルトより1本多い特徴が有るが、それに気づかないパンダは彼の制裁を受けた）の4羽。ペンギン曰く、全員の識別が可能。
神威（かむい）さん
シャチと彼の母が住んでいた水族館の飼育員。母と共にシャチは彼女の世話になっていた。その後、シャチは就職のために水族館を離れる。
シャチがペンギンをかばうためにインターン3人を厳しく叱責したことに自ら痛感して、いったん里帰り。彼女に相談すると「あなたがペンギンさんをかばい、後輩さんを叱った事は、あなたの愛情よ。」と理解してくれた。また、逆に先輩上司に厳しく叱責されて心折れそうになった時にシャチがいたことが支えになったと感謝。
さらに、シャチに「某企画をやめたいなら、うちにおいで。上司に掛け合って、後輩鯱たちの指導員にしてあげる」と云ってくれた。シャチが帰社すると、インターンの3人が待っていてくれた。
マンホール武田
上司の新入社員募集に応じた1万2千372人のうち、採用された正社員（10835番）。顔にマンホールをかけている男。
名前の通り、マンホールの人生を送ってきたが、事務職をやりたいと応募。「踏まれても強いメンタル」を上司が気に入ってしまい、採用。
彫れない彫刻刀
マンホール武田と同じように応募、採用（593番）。ペンギン曰く「もはや動植物ではない枠」。ちなみに性別は男。
ほかの彫刻刀の手伝いという雑用ばかりしていた。だが、上司を含めて多くの生物を彫刻刀にする野望を持っていた。
るちゃちゃん
武田、彫刻刀と同期採用された唯一の女性正社員（9411番）。面接はしていないが、エントリーシートに書かれたコメントをペンギンたちが気に入り、採用。
ほか、最終選考に残った候補生27人は、非正規社員となった。
役部津西湖（やくぶ つさいこ）
武田たちと同じように応募、面接を受けるが…名前と学歴からして怪しいとペンギンは不採用にしようとする。
だが、ハイな状態を追求するために「日本一のブラック企業」を志したことを上司が気に入り、非正規社員とした。
ちなみにパンダも彼を気に入ってしまい、それも採用の決め手となった。
吉良吉影（きら よしかげ）
ペンギンが役部たちの面接に呆れて「誰かまともな人はいないのか」というので、上司が呼んだ候補生。
言動からして危ないと思ったペンギンが落そうとするが、上司とパンダが採用して非正規社員とした。

### 展開
コラボやタイアップを列挙する。
- 2020年
  - 1月23日 - テレビドラマ『ランチ合コン探偵』とコラボ。阿久津麗子（演：トリンドル玲奈）と天野ゆいか（演：山本美月）が俳優本人の声でアニメキャラとして登場[19]。
  - 4月18日 - 東映の特撮テレビドラマ『魔進戦隊キラメイジャー』とコラボ[20]。
  - 5月12日 - マイナビとコラボ。5月26日までに全3話の転職活動サポート動画を公開[10]。
  - 6月26日 - アニメ『バキ』とコラボし、大擂台賽編のパロディ動画を公開[21][22]。
  - 10月1日 - 西武鉄道の路線でステッカー広告を掲載。10月31日まで[2]。
- 2021年
  - 1月22日 - アームレスト付きぬいぐるみ発売[11]。
  - 7月2日 - ゲーム『ぷよぷよ』30周年記念コラボ。アルルとカーバンクルが動画に登場[23]。声はそれぞれ園崎未恵と金田朋子が演じた[24]。
  - 12月11日 - タイトーステーションおよびタイトーオンラインクレーンにて、「テイコウペンギン もちもちクッション」を発売。及びタイトーステーションに隣接したクレープ店にて、「「ブラック&ホワイトクレープ」～某企画の社畜を添えて～」を発売[25]。
- 2022年
  - 1月8日 - タイトーステーションおよびタイトーオンラインクレーンにて「ブランケット」を発売。[26]

## テレビアニメ版
テレビ東京系列『きんだーてれび』にて2022年1月5日から同年3月30日まで、毎週水曜日放送された。プロデューサー石田貴大によるとテレビアニメ用の完全新作エピソードが放送された。
各話リスト
1. 『ペンギンたちの職場ってどんなところ？』
2. 『残業ってなに？』
3. 『朝から忙しい！』
4. 『健康第一！』
5. 『お休みの日』
6. 『サボりたい日もある』
7. 『後輩ができました』
8. 『先輩は忙しい！』
9. 『締め切りに間に合わせろ！』
10. 『どうして働いてるの？』
11. 『大ピンチ！？』
12. 『さようなら、ペンギン』
13. 『帰ってきたペンギン』

## 書籍
- テイコウペンギン（2019年3月13日、講談社、ISBN 978-4065152119）
  - 漫画版の話を再編集し、書籍化したもの。
- テイコウペンギン アニメBOOK（2020年8月12日、講談社、ISBN 978-4065187388）
  - YouTube版の話を再編集し、書籍化したもの。
- テイコウペンギン 社畜スマホショルダーBOOK (2022年5月31日、宝島社、ISBN 978-4-299-02875-4)
  - YouTube版の登録者100万人突破を記念して、制作された。

## ゲーム
いずれもYouTube版に準ずる。
「テイコウペンギンのソリティア」
2023年4月6日よりリリースされたスマートフォンアプリゲーム。
「テイペンウォーズ」
2023年11月22日よりリリースされたスマートフォンアプリゲーム。2024年7月より期間限定イベントが開催され、Plott以外とのコラボが行われる場合もある。
「テイペンリバーシ」
2024年4月9日よりリリースされたスマートフォンアプリゲーム。

## 音楽
いずれもYouTube版に準ずる。
主題歌
「自由までの距離」　
作詞 - たかやん / 作曲 - たかやん、橘井健一 / 編曲  - 橘井健一 / 歌 - 春猿火
2022年11月17日更新の「【アニメ】笑うことしかできなくなった世界」から、2024年2月13日更新の「【コラボ】無人島でサバイバルするとどうなるのか？【Da-iCE】【アニメ】」まで使用された。
「A2Z」
作詞 - 工藤大輝、花村想太、MEG.ME / 作曲 - 花村想太、MEG.ME、Louis / 編曲 - MEG.ME、Louis / 歌 - Da-iCE
2024年2月15日更新の「医者は絶対に食べない食べ物9選【アニメ】」から同年9月11日更新の「【衝撃】草しか食べないゴリラがムキムキな理由【アニメ】」まで使用された。
サウンドトラック
全てのbgmが、shorts動画のみで使用された。
| 発売日         | タイトル             |
| -------------- | -------------------- |
| 2023年6月15日  | Electric Funk        |
| 2023年6月27日  | looming difficulties |
| 2023年10月20日 | Breezy Beginnings    |
| 2023年10月20日 | Daily Chuckles       |
| 2023年10月20日 | Enchanted Odyssey    |
| 2023年10月20日 | Uptempo Revival      |
| 2023年11月20日 | ブラック企業の闇     |
| 2023年11月20日 | 不思議な雑学         |
| 2023年11月20日 | 晴れやかな連休       |
| 2023年11月20日 | 切ない社畜の夜勤     |
| 2023年11月20日 | 清々しい定時上がり   |
| 2023年11月20日 | 社畜の一日           |
| 2023年11月20日 | 社畜サバイバル       |
| 2023年11月20日 | コミカル社畜大戦争   |
| 2023年11月20日 | 今日も残業           |
| 2023年11月20日 | オフィスライフ(笑)   |

## 脚釈